# Sachia Vickery
Sachia Vickery (11 de mayo de 1995) es una jugadora de tenis estadounidense. Su madre, Paula Liverpool, es del país de Guyana. Su mejor clasificación en la WTA la alcanzó el 30 de julio de 2018 siendo la número 73 del ranking. En dobles alcanzó el número 233 del mundo, en marzo de 2015. Hasta la fecha, ha ganado 3 títulos de dobles en el ITF tour.
En 2013, Vickery ganó el Campeonato Nacional Juvenil de la USTA. Luego le dieron un comodín para competir en el cuadro principal del Abierto de Estados Unidos 2013 en individual femenino. Aquí, ella venció ala semifinalista en Wimbledon Mirjana Lucic por 6-4 6-4, pero finalmente perdió en la segunda ronda con Julia Glushko por 5-7 3-6.
Actualmente se encuentra en el puesto 208° del Ranking WTA.

## Títulos

### ITF

#### Individual (0)
| Torneos de $100,000 |
| Torneos de $75,000  |
| Torneos de $50,000  |
| Torneos de $25,000  |
| Torneos de $15,000  |
| Torneos de $10,000  |

#### Finales (1)
| N.º | Fecha               | Torneo          | Superficie | Oponentes    | Resultado     |
| --- | ------------------- | --------------- | ---------- | ------------ | ------------- |
| 1.  | 16 de enero de 2011 | Gosier, Francia | Dura       | Gail Brodsky | 3-6, 6-2, 2-6 |

#### Dobles (1)
| Torneos de $100,000 |
| Torneos de $75,000  |
| Torneos de $50,000  |
| Torneos de $25,000  |
| Torneos de $15,000  |
| Torneos de $10,000  |

| N.º | Fecha                 | Torneos                   | Superficie | Pareja            | Oponentes                | Resultado        |
| --- | --------------------- | ------------------------- | ---------- | ----------------- | ------------------------ | ---------------- |
| 1.  | 24 de febrero de 2013 | Surprise , Estados Unidos | Dura       | Samantha Crawford | Emily J. Harman Xu Yifan | 3-6, 6-3, [7-10] |

#### Finales (2)
| N.º | Fecha               | Torneos                    | Superficie | Pareja            | Oponentes                          | Resultado     |
| --- | ------------------- | -------------------------- | ---------- | ----------------- | ---------------------------------- | ------------- |
| 1.  | 17 de marzo de 2014 | Innisbrook, Estados Unidos | Arcilla    | Allie Kiick       | Gioia Barbieri Julia Cohen         | 6-7(5-7), 0-6 |
| 2.  | 14 de julio de 2014 | Carson, Estados Unidos     | Dura       | Samantha Crawford | Michaëlla Krajicek Olivia Rogowska | 6-7(5-7), 1-6 |